# ألكسندر هيرمانسون (مذيع)
ألكسندر هيرمانسون (بالسويدية: Alexander Hermansson) هو مذيع سويدي، ولد في 22 يناير 1992 في Huddinge Municipality ‏ في السويد.